# Hoplitis manicata
Hoplitis manicata är en biart som först beskrevs av Morice 1901.  Hoplitis manicata ingår i släktet gnagbin, och familjen buksamlarbin. Inga underarter finns listade i Catalogue of Life.